# Кондостров
Кондостров — остров в центре Онежской губы Белого моря.
Площадь — 11 км², покрыт хвойными лесами — сосной и лиственницей. Геологическое строение сходно с западным побережьем Онежской губы. Кондостров сложен метаморфическими породами (биотитовыми гнейсами с прослоями амфиболсодержащих пород) возрастом около 2600 млн лет, на всей территории острова перекрытыми морскими отложениями аллерёдского — позднедриасового возраста.
В 1899 году на острове началось строительство монастырских построек, в том числе и Никольской церкви, а с 1905 года Кондостров получил статус скита Соловецкого монастыря. В 1908 году церковь была достроена и освящена, а число братии скита достигло 17 человек. Так же из местного камня был установлен памятник Петру I, где были выбиты даты его посещения Архангельска (1693, 1694, 1702).
В 1920 году скит был закрыт, а после стал филиалом Соловецкого лагеря.
В настоящее время Кондостров административно относится к Республике Карелия, часто посещаем туристами. Мимо острова каждое лето проходит Соловецкая регата.

## Топографические карты
- Лист карты Q-37-XXXI,XXXII. Масштаб: 1 : 200 000. Указать дату выпуска/состояния местности.